# کلیفتون، کراچی
کلیفتون (به انگلیسی: Clifton Cantonment) یک محله در پاکستان است که در کراچی واقع شده‌است. کلیفتون ۲۲۵٬۰۰۰ نفر جمعیت دارد.